# Saint Jean Gualbert et les saints vallombrosains
Saint Jean Gualbert et les saints vallombrosains  est une peinture à fresque de Neri di Bicci datant de 1455, exposée dans l'église Santa Trinita de Florence.

## Histoire
La fresque fut réalisée pour le lieu par excellence des Vallombrosains à Florence, l'église Santa Trinita, saint Jean Gualbert étant un des saints patrons de la ville.

## Description
Saint Jean Gualbert fondateur de l'ordre, est représenté trônant, devant une tenture dorée dans une ouverture architectonique illusionniste en forme de coquille Saint-Jacques, tenant par sa main la crosse en équerre d'une canne étouffant les deux serpents de la simonie et du nicolaïsme qu'il combattait ; il est entouré à droite et à gauche des saints de sa congrégation. Certains tiennent à la main leur coiffe cardinalice, d'autres portent la mitre  épiscopale, ou tiennent le bâton, tous portent la robe de bure bénédictine.